# AlterFest
AlterFest – festiwal muzyczny odbywający się w Mysłowicach od roku 2012, promujący szeroko rozumianą muzykę alternatywną. Pomysłodawcą i dyrektorem festiwalu jest Łukasz Prajer.

## Historia
Pierwsze dwie edycje festiwalu trwały ponad tydzień i odbywały się w lokalnych pubach oraz w Mysłowickim Ośrodku Kultury. W roku 2014 organizatorzy zdecydowali się na zmianę formuły i miejsc odbywania się festiwalu – impreza została skrócona do trzech dni, jeden z nich odbywał się w mysłowickim kościele ewangelickim, natomiast dwa pozostałe w budynku byłego, nieistniejącego od ponad 25 lat, Kina Adria. Od roku 2016 wszystkie trzy dni festiwalu odbywają się w kościele ewangelickim. W marcu 2022 roku organizatorzy poinformowali, że festiwal nie będzie już organizowany w kościele ewangelickim.

## Nagrody i wyróżnienia
W 2013 roku festiwal AlterFest zwyciężył w plebiscycie „Wizytówka Mysłowic”, organizowanym przez portal naszemiasto.pl. Impreza zdobyła 3867 głosów i wyprzedziła m.in. zespół Myslovitz oraz Centralne Muzeum Pożarnictwa.
W roku 2015 impreza zdobyła drugie miejsce w plebiscycie SO!MUSIC 2014 organizowanym przez portal somusic.pl w kategorii Festiwal&Wydarzenie Roku, przegrywając jedynie z cyklem koncertów Męskie Granie.
W roku 2016 AlterFest zdobył 2. miejsce w plebiscycie SO!MUSIC 2015 w kategorii Wydarzenie Roku. Pierwsze miejsce w plebiscycie zajęła krakowska OFF Scena PKO Off Camera.
W roku 2017 festiwal zdobył 2. miejsce w plebiscycie SO!MUSIC 2016 w kategorii Wydarzenie Roku. Pierwsze miejsce w plebiscycie zajął poznański Spring Break.
W roku 2019 Łukasz Prajer, dyrektor festiwalu AlterFest, został uhonoworany przez Dziennik Zachodni tytułem Osobowość Roku 2018 w kategorii Kultura. Oprócz niego laureatami nagrody został m.in. dyrektor Opery Śląskiej w Bytomiu - Łukasz Goik oraz Sebastian Riedel, wokalista zespołu Cree.

## Artyści

### 2023
Mysłowice, Park Słupna 21-22 lipca
Fisz Emade Tworzywo, Voo Voo, Misia Furtak, Daria ze Śląska, Dziwna Wiosna, Franek Warzywa & Młody Budda, Ramisz, Gutierez, Chair, color blue

### 2022
Mysłowice, Park Słupna 29-30 lipca
Kamp!, Muchy, Coals, Daniel Spaleniak, Baasch, L.Stadt, Rat Kru, L.A.S, hipiersoniK (w zastępstwie za Korbowód), mona polaski

### 2021
Mysłowice, kościół ewangelicki, 23-24 lipca
Kamp!, Paulina Przybysz, Piernikowski, Lordofon, WaluśKraksaKryzys, Bluszcz, Rat Kru, Agata Karczewska, Mark Mantra, Oxford Drama (w zastępstwie za zespół Hage-O)

### 2020
Mysłowice, kościół ewangelicki, 29-30 maja (odwołany z powodu pandemii koronawirusa)
Kamp!, Król, Karaś/Rogucki, Tęskno, Plastic, Enchanted Hunters, Perfect Son, Hope Leslie, Melika, Max Bravura

### 2019
Mysłowice, kościół ewangelicki, 19-20 lipca
Bitamina, Rebeka, Rosalie., Syny, Kasia Lins, Psychocukier, TRYP, The Party Is Over, Santabarbara, mona polaski

### 2018
Mysłowice, kościół ewangelicki. 20-21 lipca
The Dumplings, BOKKA, L.Stadt, Małe Miasta, Trupa Trupa, Baasch, Carsky, Iowa Super Soccer, Wczasy, ŻAL, Wojtek Szczepanik, Bukowicz

### 2017
Mysłowice, kościół ewangelicki. 12-13 maja
Gaba Kulka, Dick4Dick, Leski, Daniel Spaleniak, We Draw A, The Fruitcakes, Salk, Urbanski, Kolory, Seals

### 2016
Mysłowice, kościół ewangelicki. 21-23 kwietnia
Król, Patrick The Pan, Hatti Vatti, Colt Silvers, Birdy Hunt, Baasch, Call The Sun, Keskese, Erith, SOXSO, Menippe, Granatowy Prawie Czarny, Sibiga

### 2015
Mysłowice, byłe Kino Adria, kościół ewangelicki. 16-18 kwietnia
xxanaxx, Rebeka, Jóga, Małe Miasta, Sjón, Coals, Atlas Like, zimowa, Marte, So Flow, Czary Mary Koszmary i Ćmy

### 2014
Mysłowice, byłe Kino Adria, kościół ewangelicki. 25-27 kwietnia
Mikromusic, Lilly Hates Roses, Lorein, L.A.S, Oxford Drama, Young Stadium Club, Carnauba Wax, Sonia Pisze Piosenki, Brzoska i Gawroński, Don’t You Bear, Beat Beat Owl, Holly Blue, Pol Wanda

### 2013
Mysłowice, Mysłowicki Ośrodek Kultury, kościół ewangelicki, Pub Wiking, Pub Kalosz. 11-20 kwietnia
Fair Weather Friends, Kumka Olik, Snowman, Peter J.Birch, Janek Samołyk, Łagodna Pianka, PCTV, Korbowód, Roboty na Wysokości, Plankton, Modern Lies, Natalie Loves You, Lewe Łokcie, Starfak Acidbrother, BeAllEars, Kurczat

### 2012
Mysłowice, Mysłowicki Ośrodek Kultury, Pub Wiking, Pub Kalosz. 1-10 marca
Muchy, The Cuts, Kurczat, 100% Rabbit, Mariusz Goli, ARRM, The October Leaves, Pan Stian Band, Don’t be a Poor Person, Substytut, Maciej Ramisz, Dr. Zoydbergh